# Belaja (affluente del Kem')
La Belaja (in russo Белая?) è un fiume della Russia siberiana occidentale, affluente di sinistra del Kem'. Scorre nel rajon Pirovskij del Territorio di Krasnojarsk.
Il fiume scorre principalmente in direzione settentrionale. Sfocia nel Kem' a una distanza di 115 km dalla foce. Ha una lunghezza di 121 km e il suo bacino è di 1 530 km².